# 시키미촌 (구마모토현)
시키미촌(色見村)은 일본 구마모토현 아소군에 설치되었던 촌이다. 현재의 다카모리정의 일부에 해당한다.

## 참고 문헌
- 角川日本地名大辞典編纂委員会, 『角川日本地名大辞典 43 熊本県』1987, 角川書店